# Негрешти (Констанца)
Негрешти (рум. Negrești) насеље је у Румунији у округу Констанца у општини Кобадин. Oпштина се налази на надморској висини од 73 m.

## Становништво
Према подацима из 2002. године у насељу је живело 530 становника.

### Попис2002.
| Расподела становништва по националности 2002.‍ | Расподела становништва по националности 2002.‍ | Расподела становништва по националности 2002.‍ | Расподела становништва по националности 2002.‍ | Расподела становништва по националности 2002.‍ |
| --------------------------------------------- | --------------------------------------------- | --------------------------------------------- | --------------------------------------------- | --------------------------------------------- |
|                                               |                                               |                                               |                                               |                                               |
| Румуни                                        | Румуни                                        |                                               | 523                                           | 98,9%                                         |
| Татари                                        | Татари                                        |                                               | 6                                             | 1,1%                                          |